# Ecorregión marina península antártica
La ecorregión marina península antártica (en  inglés Antarctic Peninsula) (223) es una georregión ecológica situada en aguas marinas próximas a la Antártida. Se la incluye en la provincia marina mar de Scotia de la ecozona oceánica océano Austral (en inglés Southern Ocean).
Esta ecorregión se distribuye en las aguas del océano Antártico que bañan las costas occidentales de la península antártica, y su extremo septentrional en ambas márgenes.